# Hypsiboas palaestes
Espèce
Synonymes
- Hyla palaestes Duellman, De la Riva & Wild, 1997

Statut de conservation UICN

 DD  : Données insuffisantes
Hypsiboas palaestes est une espèce d'amphibiens de la famille des Hylidae.

## Répartition
Cette espèce est endémique du Pérou. Elle se rencontre entre 1 005 et 1 840 m d'altitude dans le bassin du río Apurímac, dans les provinces de Huanta et de La Mar dans la région d'Ayacucho,.

## Publication originale
- Duellman, De la Riva & Wild, 1997 : Frogs of the Hyla armata and Hyla pulchella groups in the Andes of South America, with definitions and analyses of phylogenetic relationships of andean groups of Hyla. Scientific papers of the Natural History Museum, University of Kansas, vol. 3, p. 1-41.